# HD 46375 b
HD 46375 b es un planeta extrasolar localizado aproximadamente a 109 años luz en la constelación de Monoceros, orbitando la estrella HD 46375. Junto con 79 Ceti b descubiertos el 29 de marzo de 2000, fue el primer planeta extrasolar conocido con una masa inferior a la de Saturno orbitando una estrella normal. Este planeta es un Júpiter caliente, un tipo de planeta que orbita muy próximo a su estrella. En su caso, su distancia orbital es solo una décima parte de la del planeta Mercurio. Su tránsito no ha sido detectado, por lo que su inclinación debe ser inferior a 83°. Debido a que su inclinación es desconocida, se desconoce también su masa real. Sin embargo, no debe ser mucho mayor que su masa mínima.